# Segona sala de fòssils del Museu Teyler
La segona sala de fòssils és una de les dues sales d'exposició paleontològica del Museu Teyler. La segona sala de fòssils va ser construïda el 1893 com una extensió de la primera sala de fòssils.

## Història
El Museu Teyler obrí les portes el 1784 com un museu de la ciències i les arts. Durant les primeres dècades el nombre d'objectes d'història natural cresqué i sota la direcció de Jacob Gijsbertus Samuël van Breda la col·lecció paleontològica cresqué amb la compra de diverses col·leccions gràcies als seus coneixements del tema i a la seva xarxa personal de contactes. Tiberius Winkler començà la tasca de catalogació destriant els objectes més o menys importants dels quals disposaven i, per mostrar això, la idea d'un nou museu a poc a poc va anar prenent força de la mà dels directors.

## Galeria d'imatges

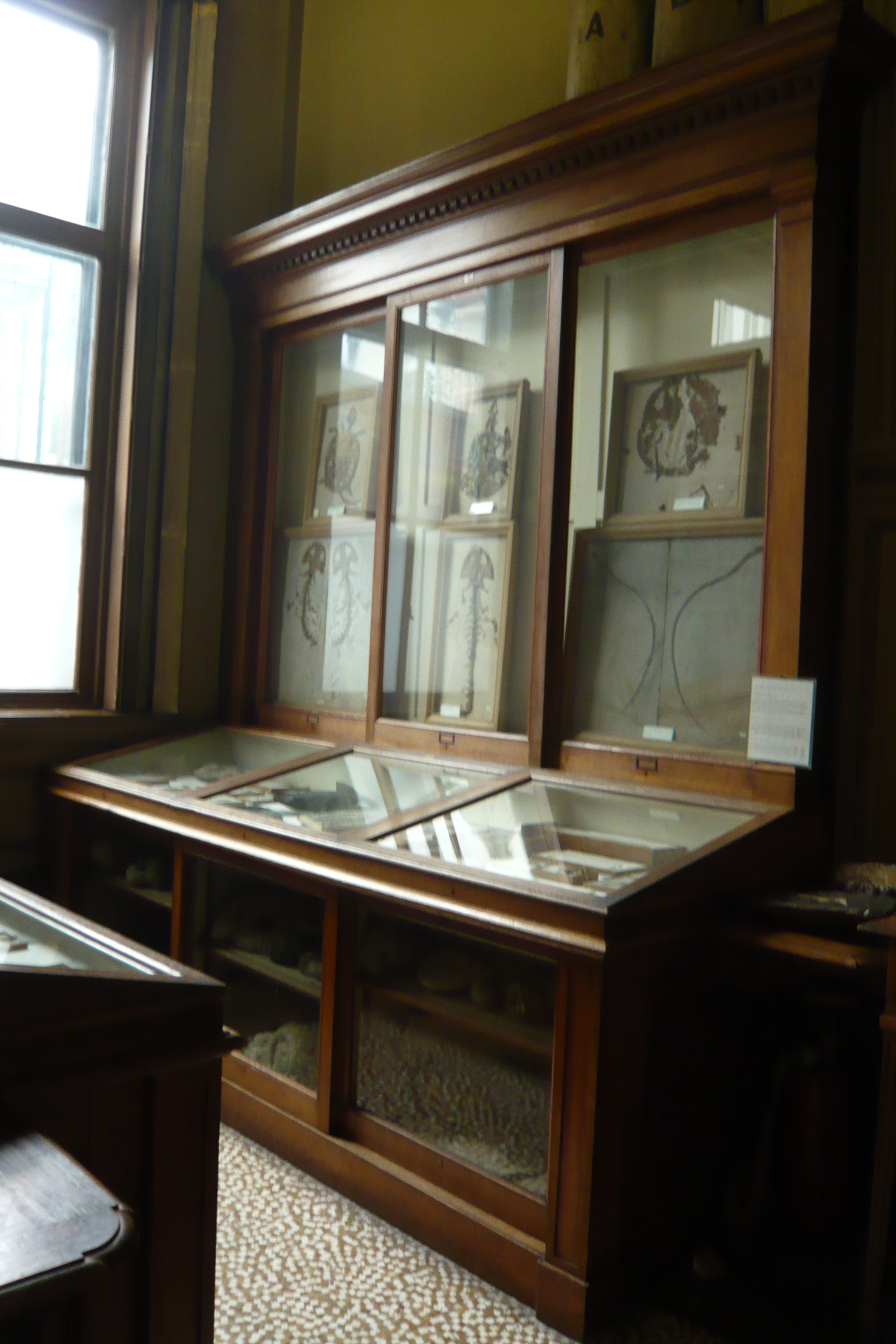
Vitrina 1 amb holotips de salamandra i de tortuga
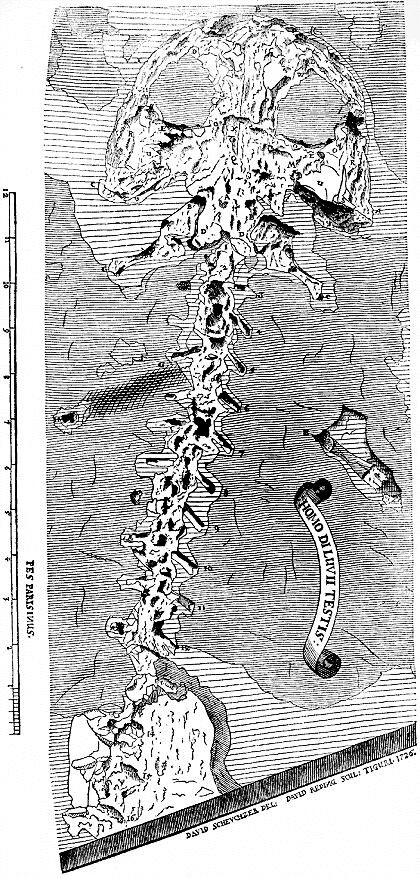
Homo diluvii testis dibuixat pel naturalista suís Johann Jakob Scheuchzer (1726)
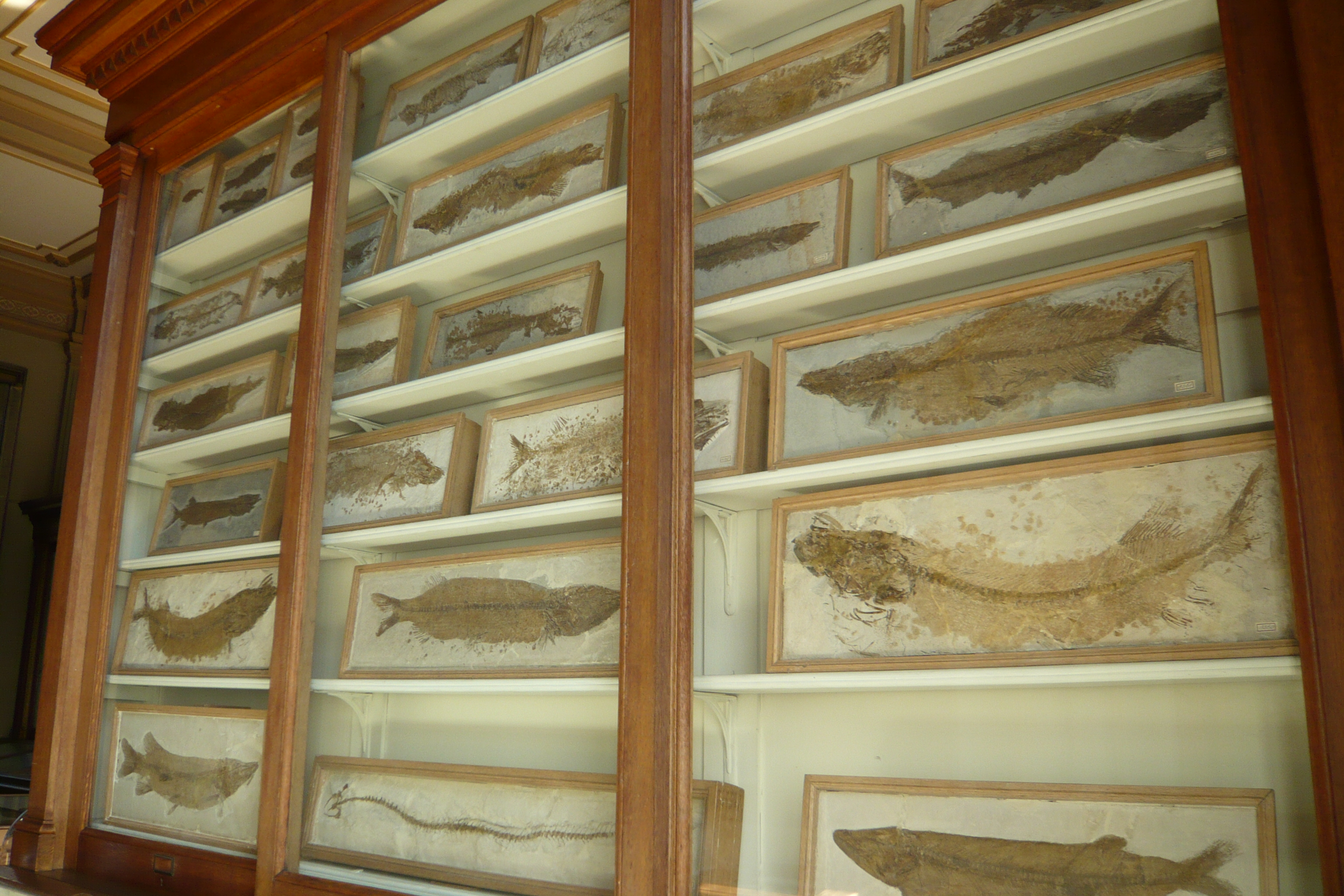
Vitrina 2 amb fòssils de peix, l'especialitat de Winkler
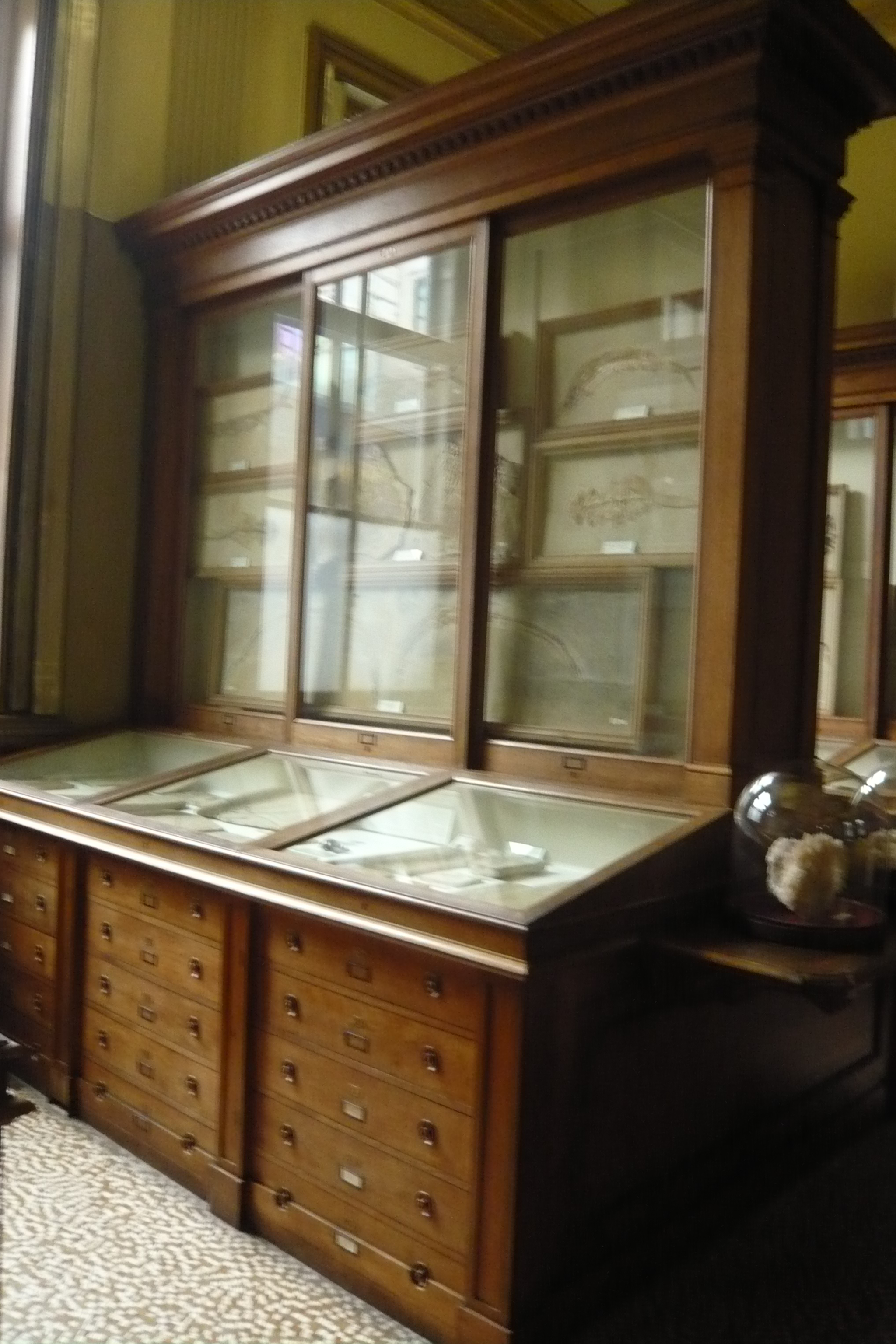
Vitrina 3
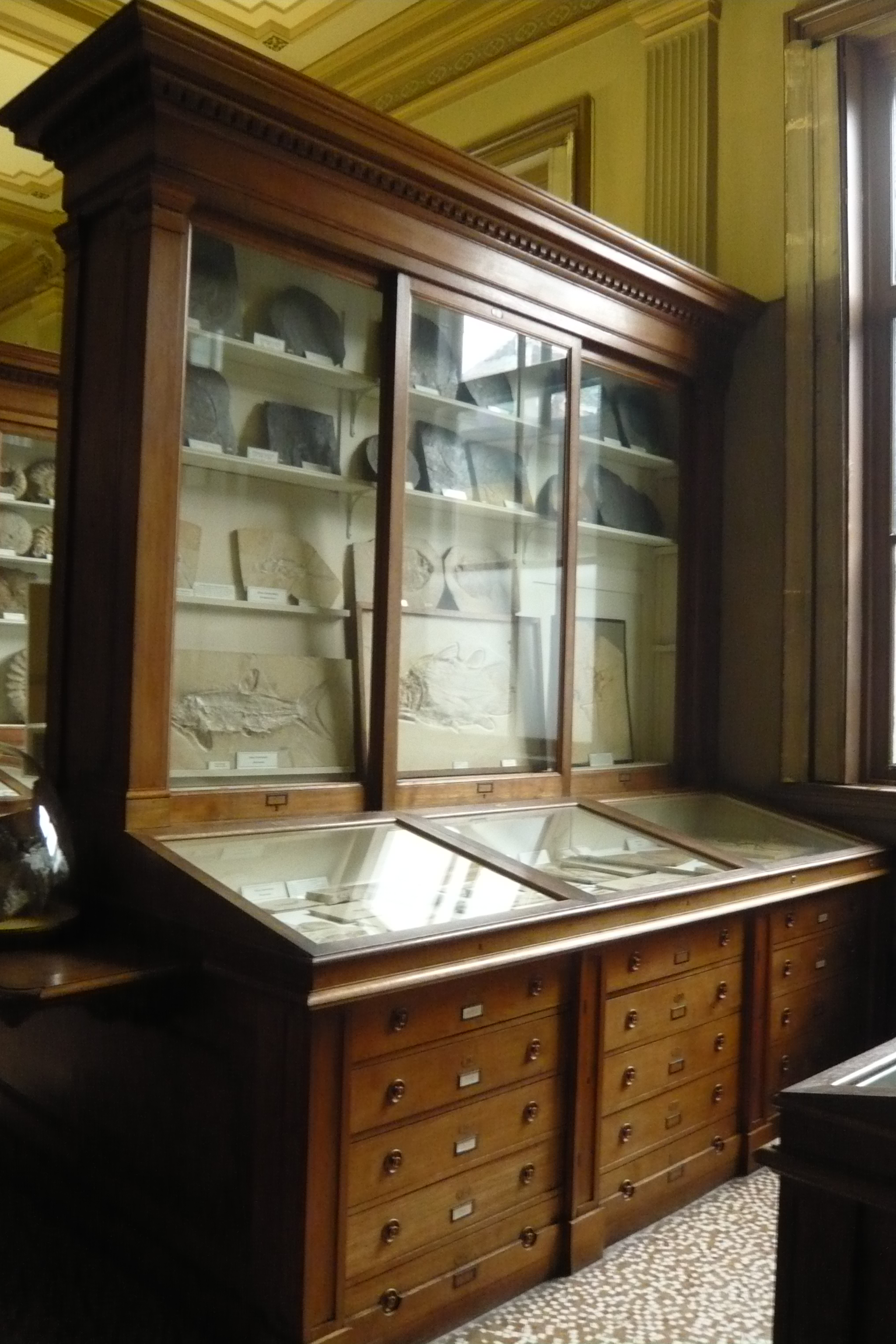
Vitrina 4 amb peixos
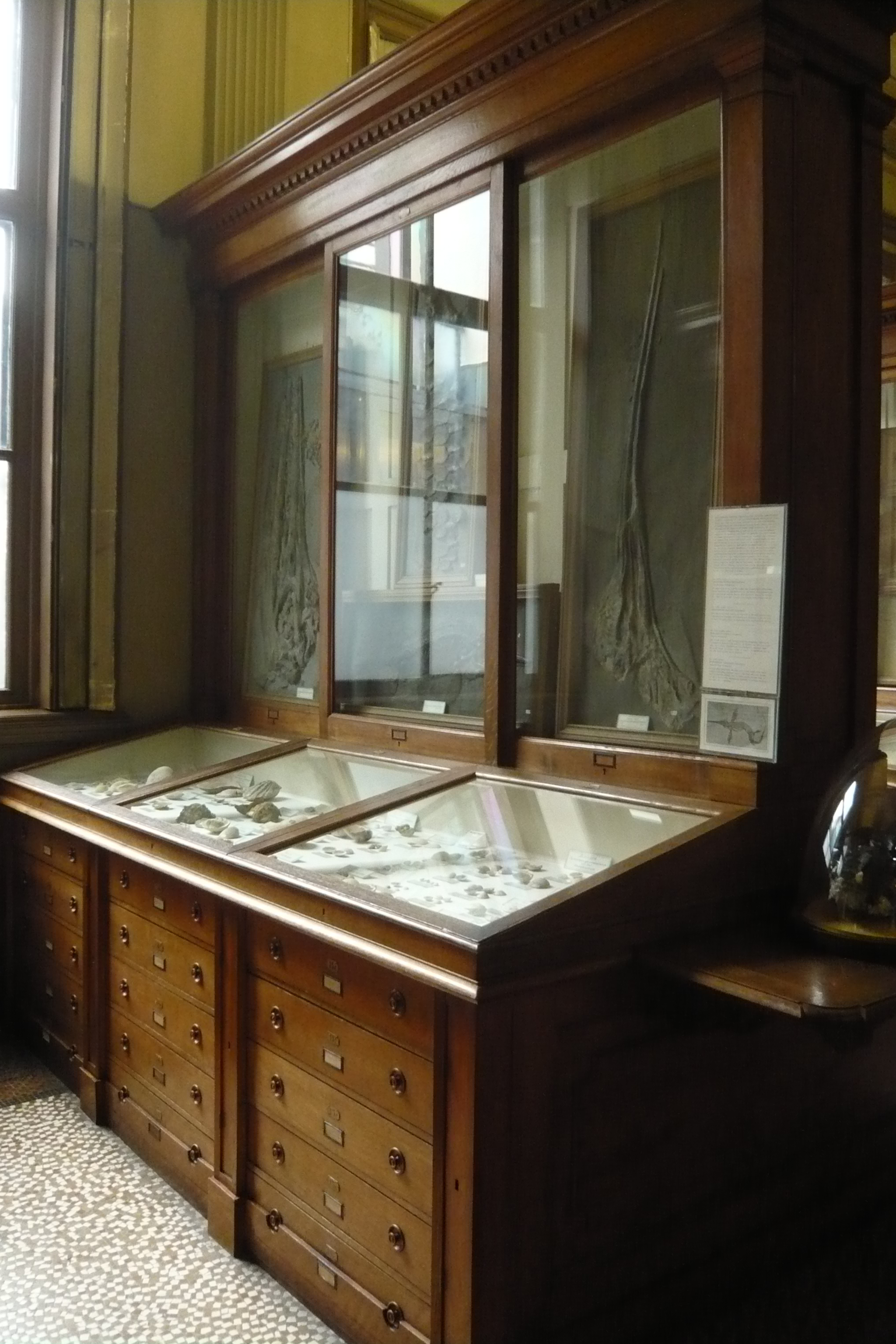
Vitrina 5
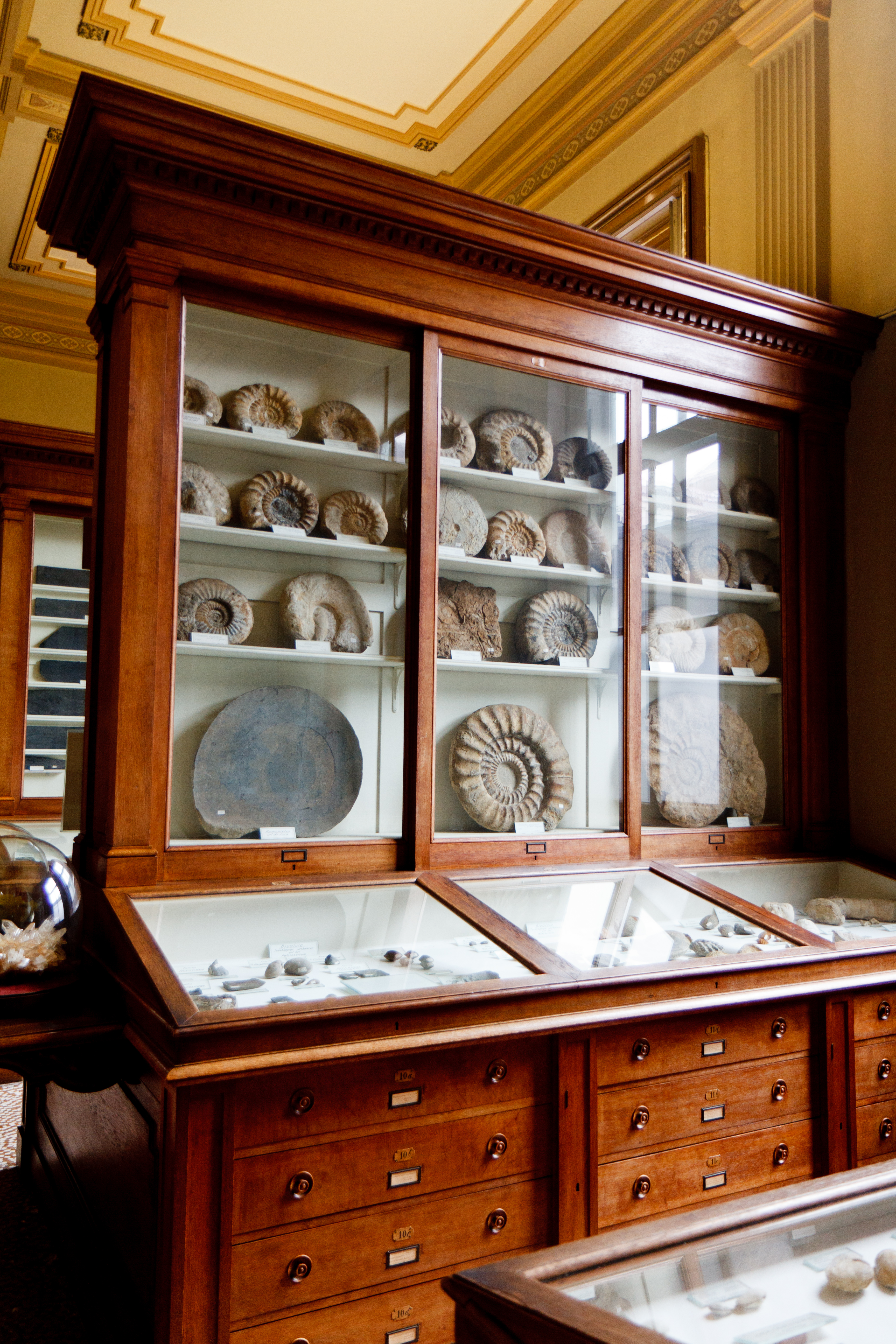
Vitrina 6 amb petxines de nàutil
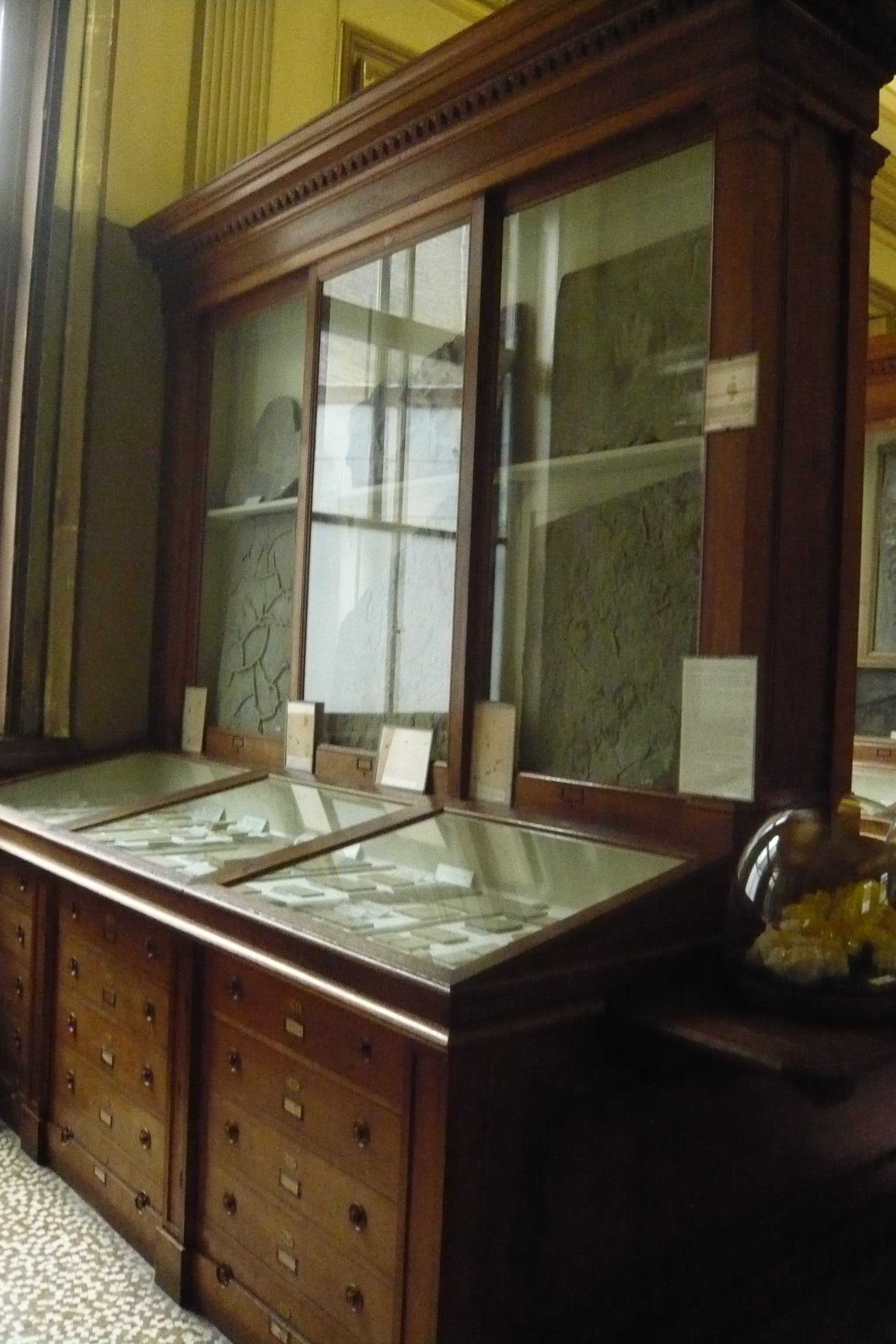
Vitrina 7
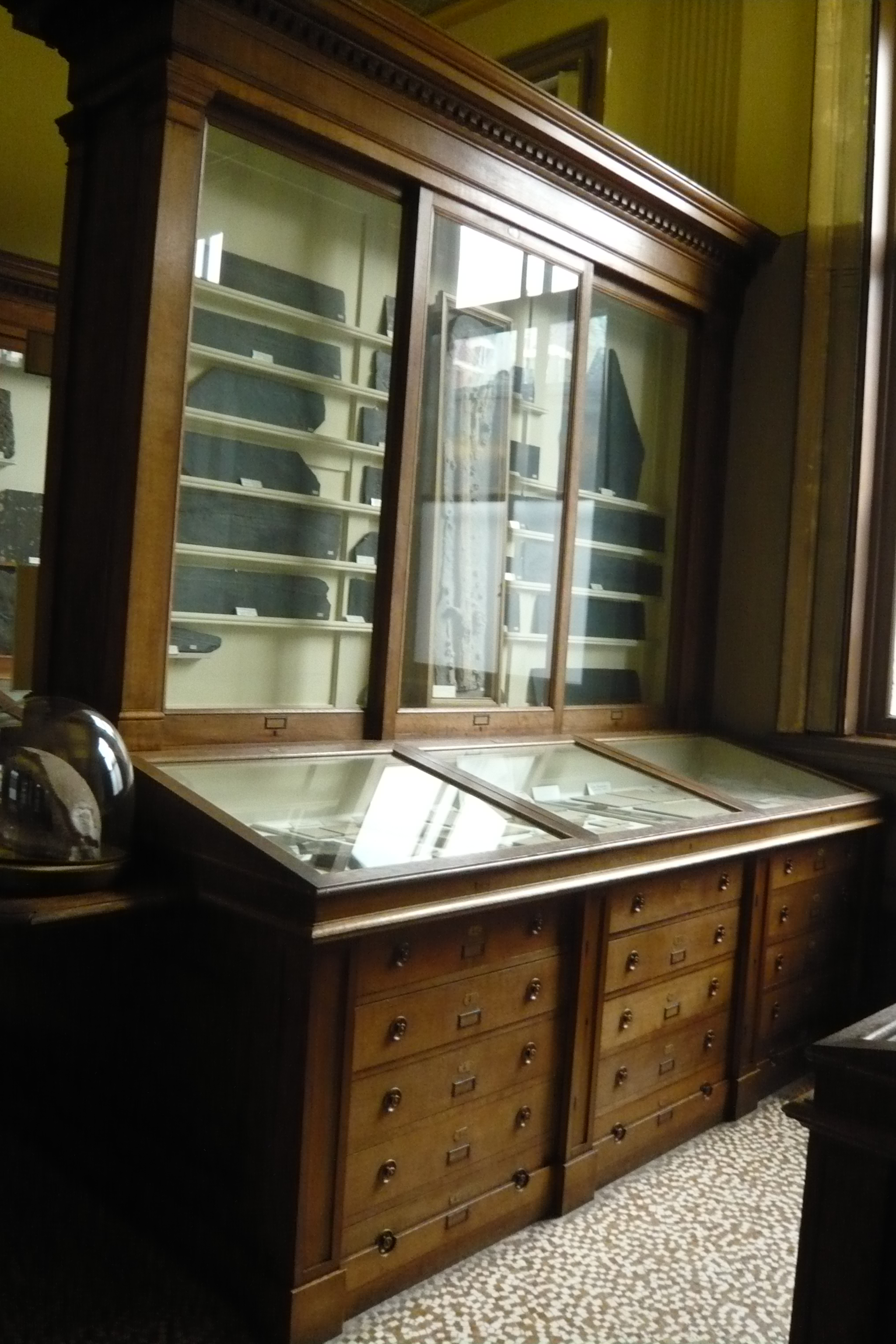
Vitrina 8
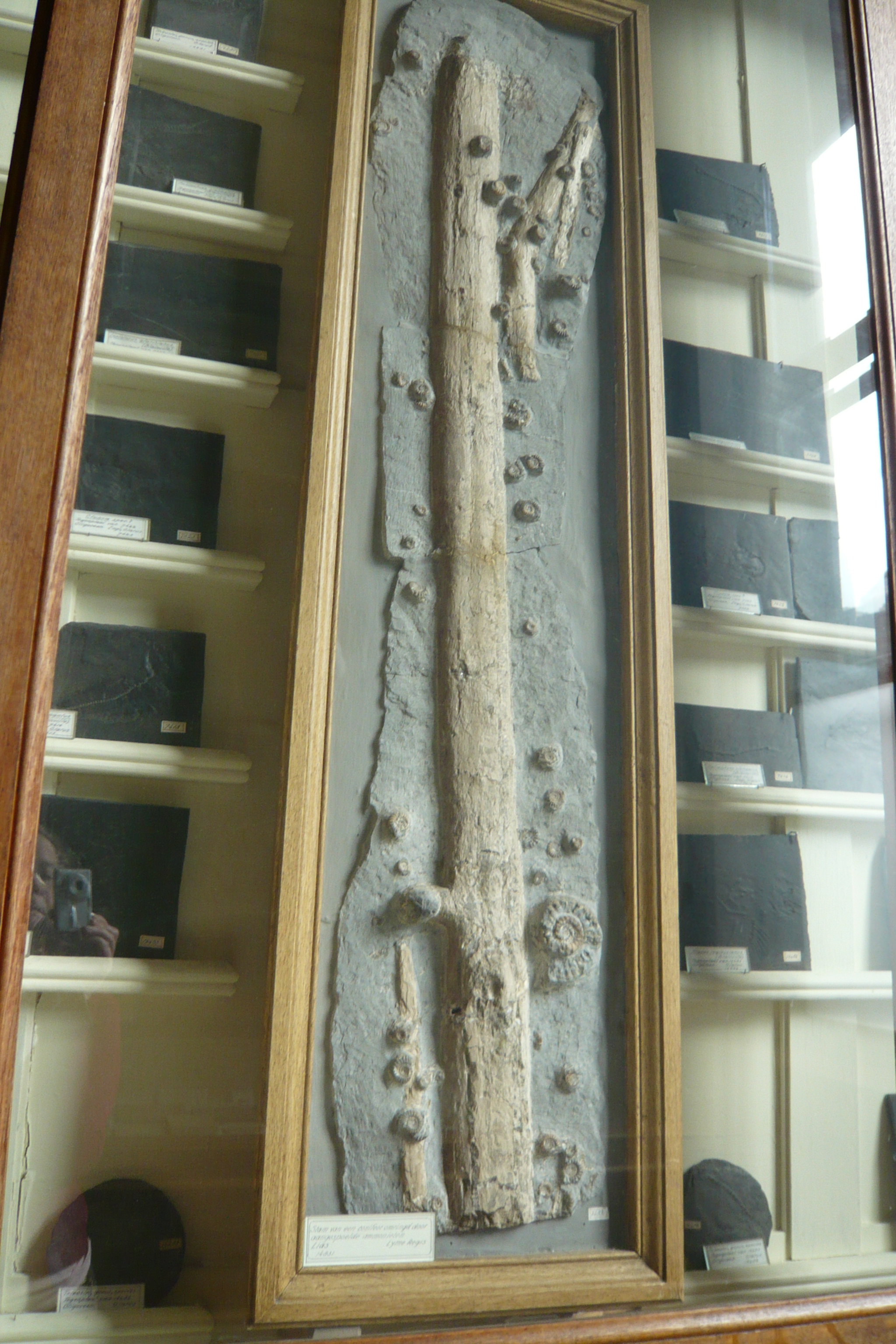
Detall de la vitrina 8 amb fòssils llargs
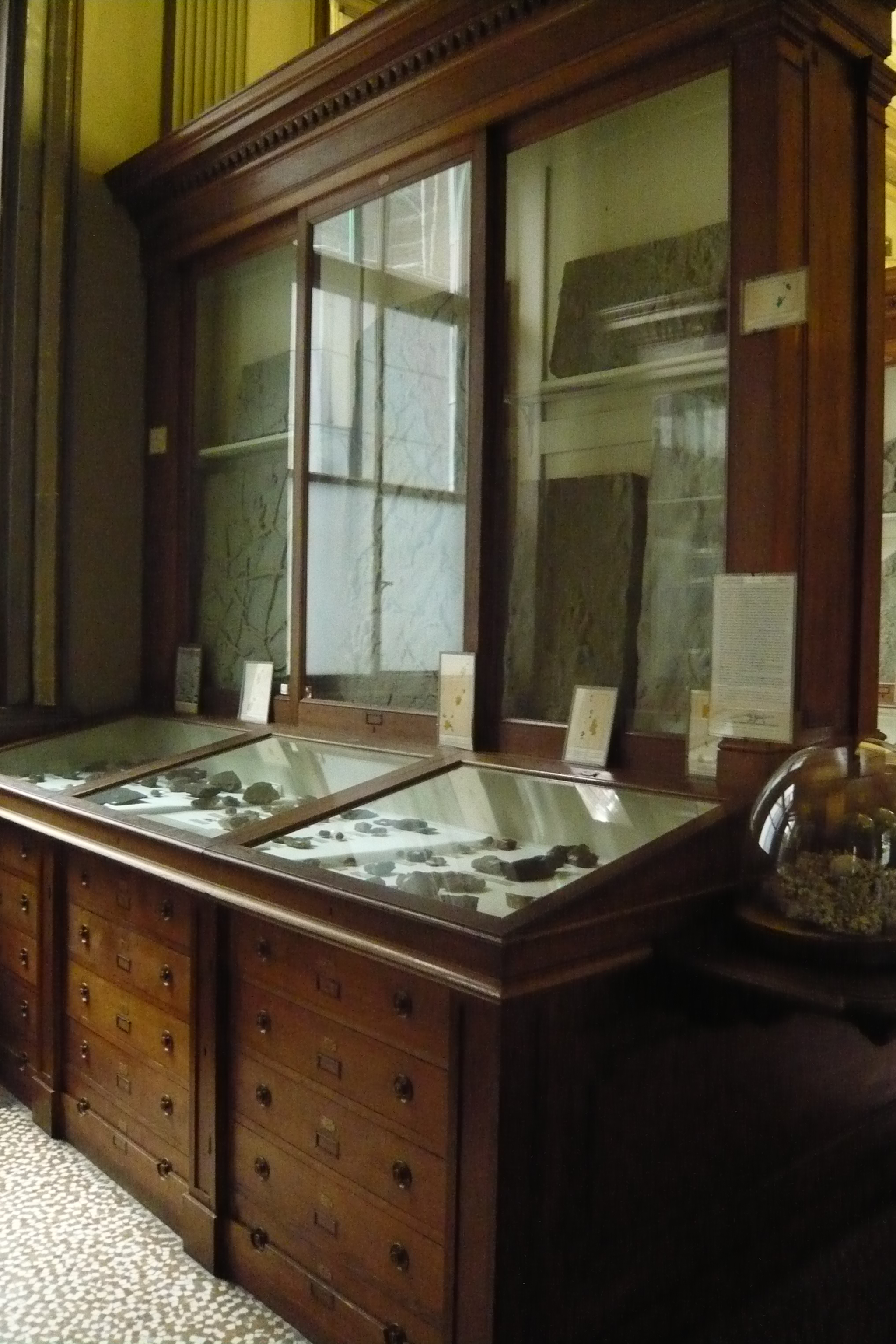
Vitrina 9
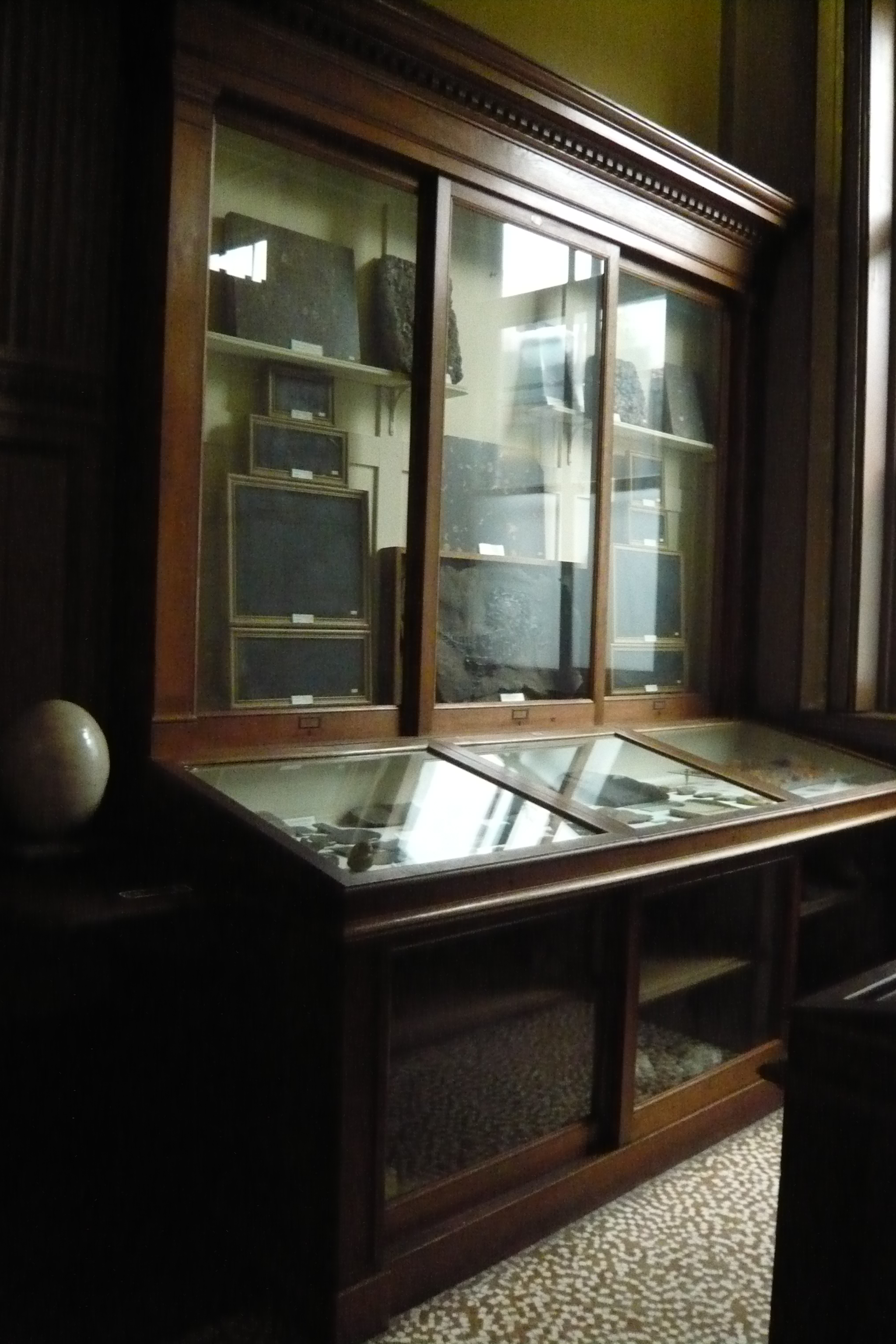
Vitrina 10 amb Lügensteine i insectes en ambre
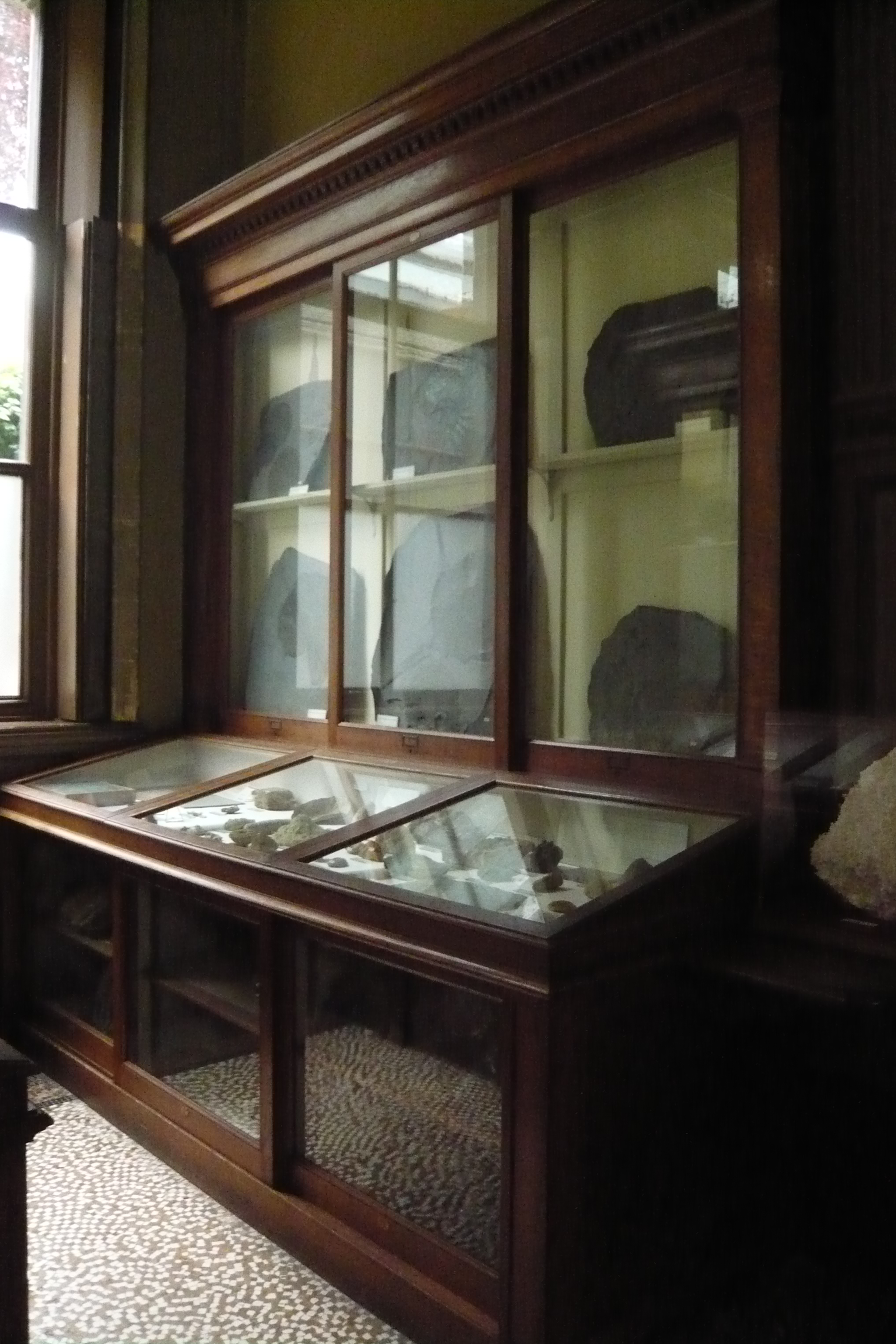
Vitrina 11
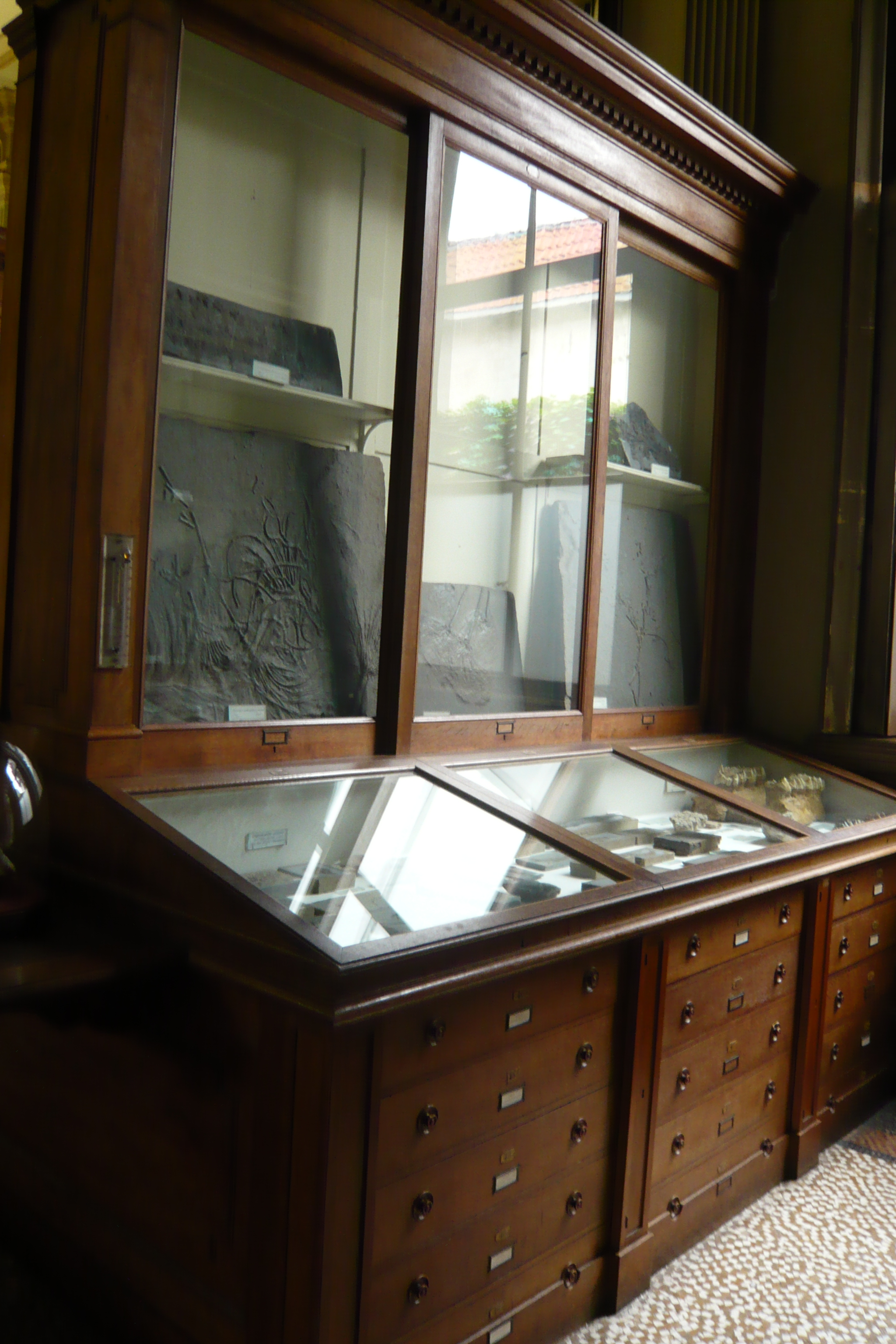
Vitrina 12
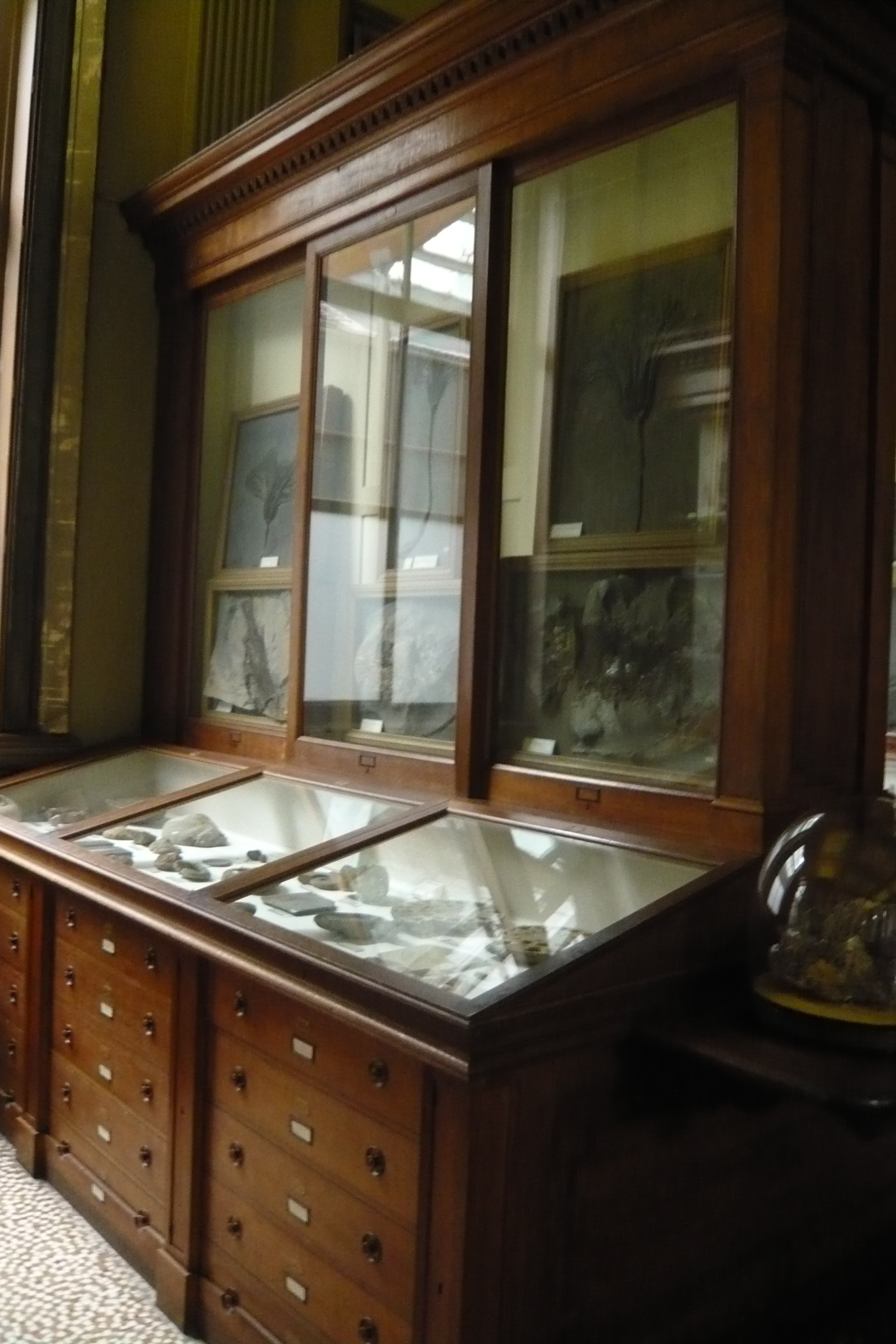
Vitrina 13
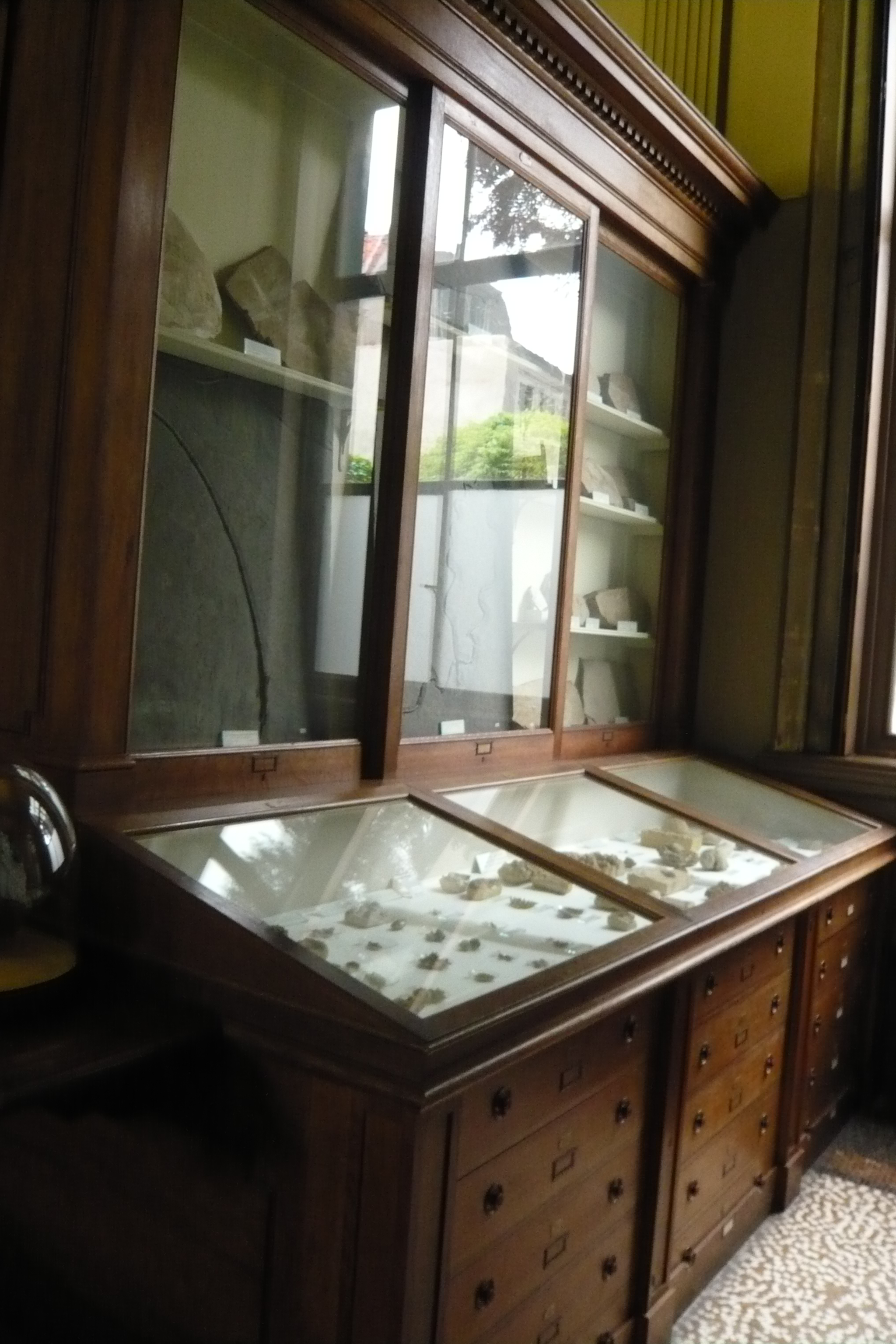
Vitrina 14
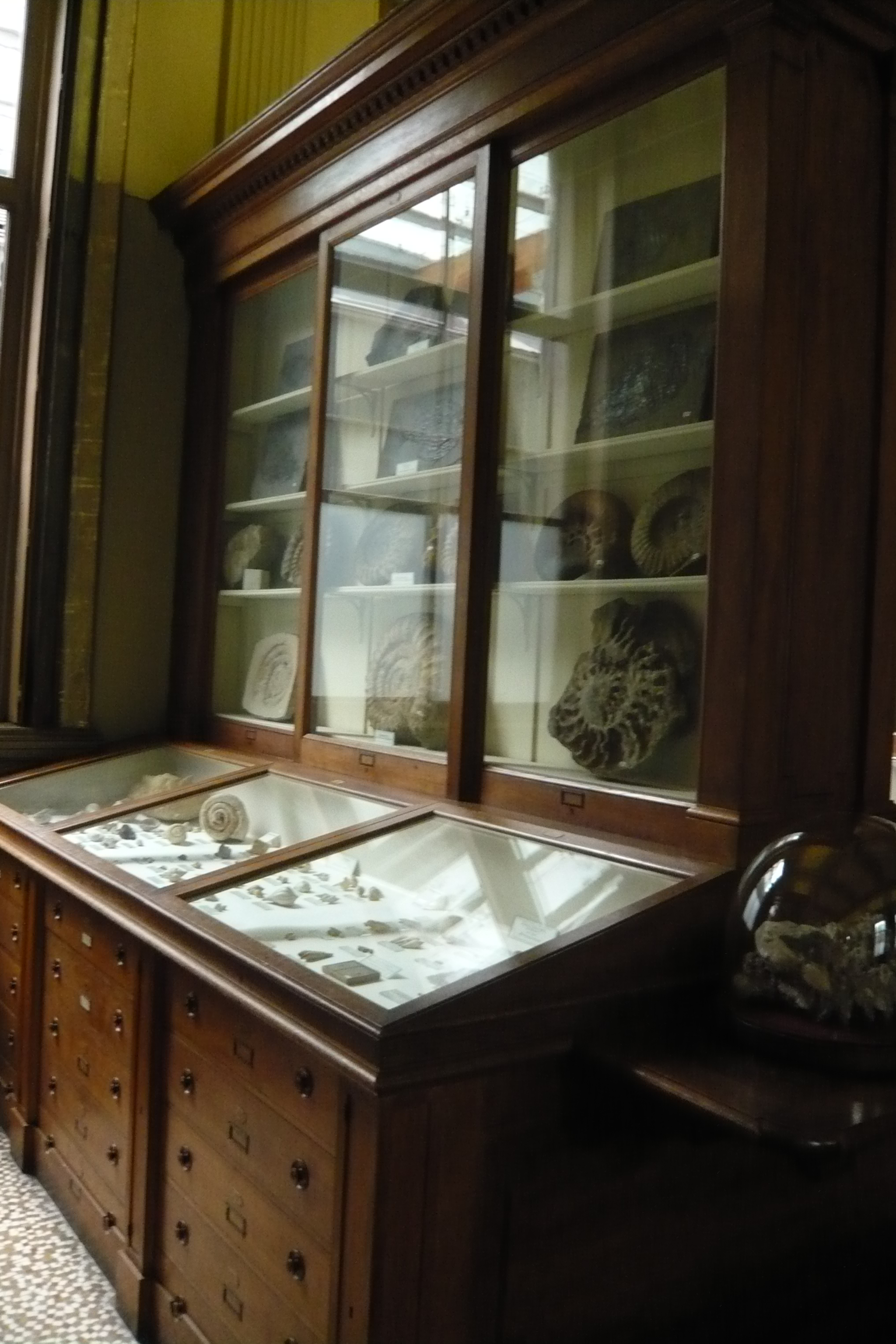
Vitrina 15
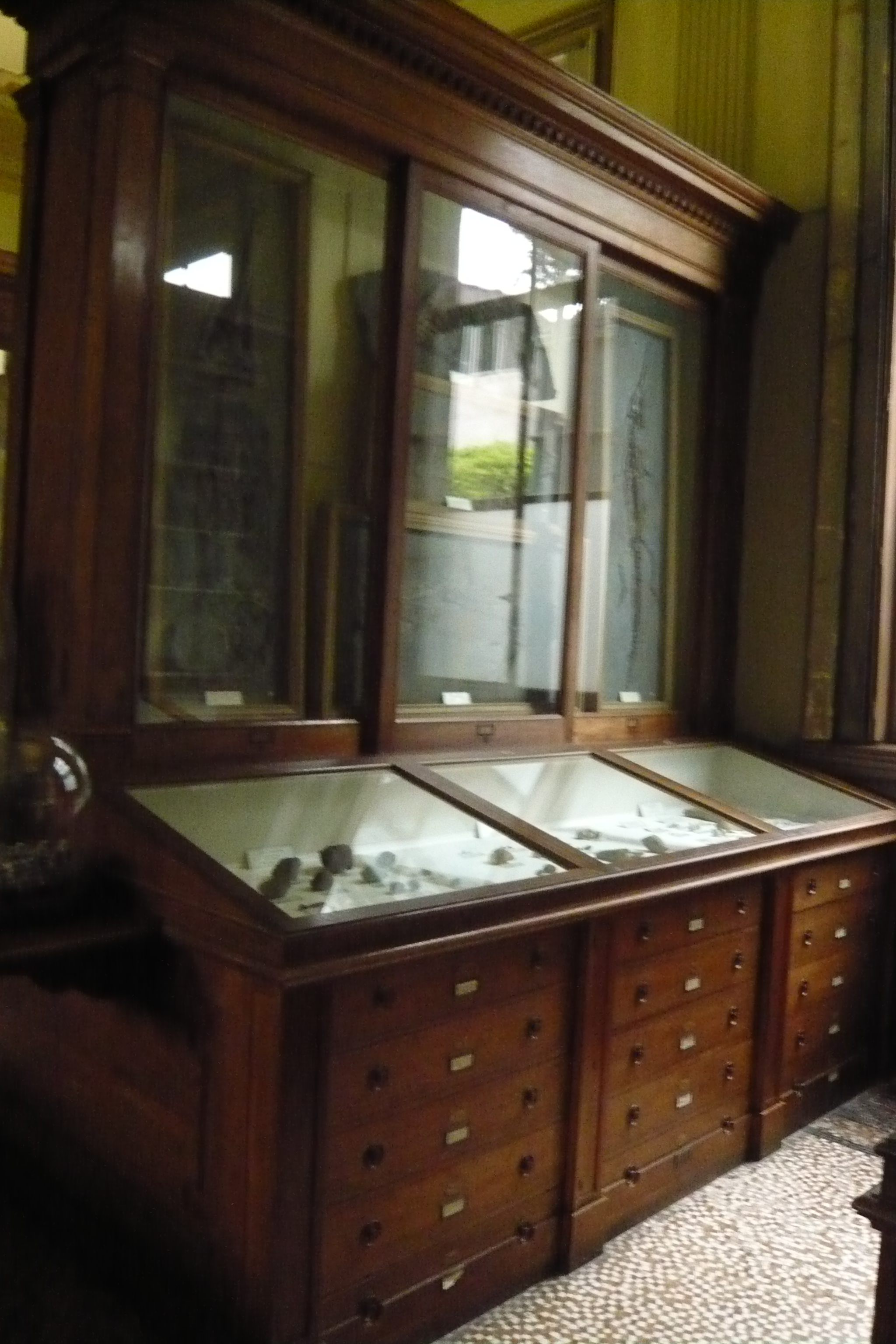
Vitrina 16
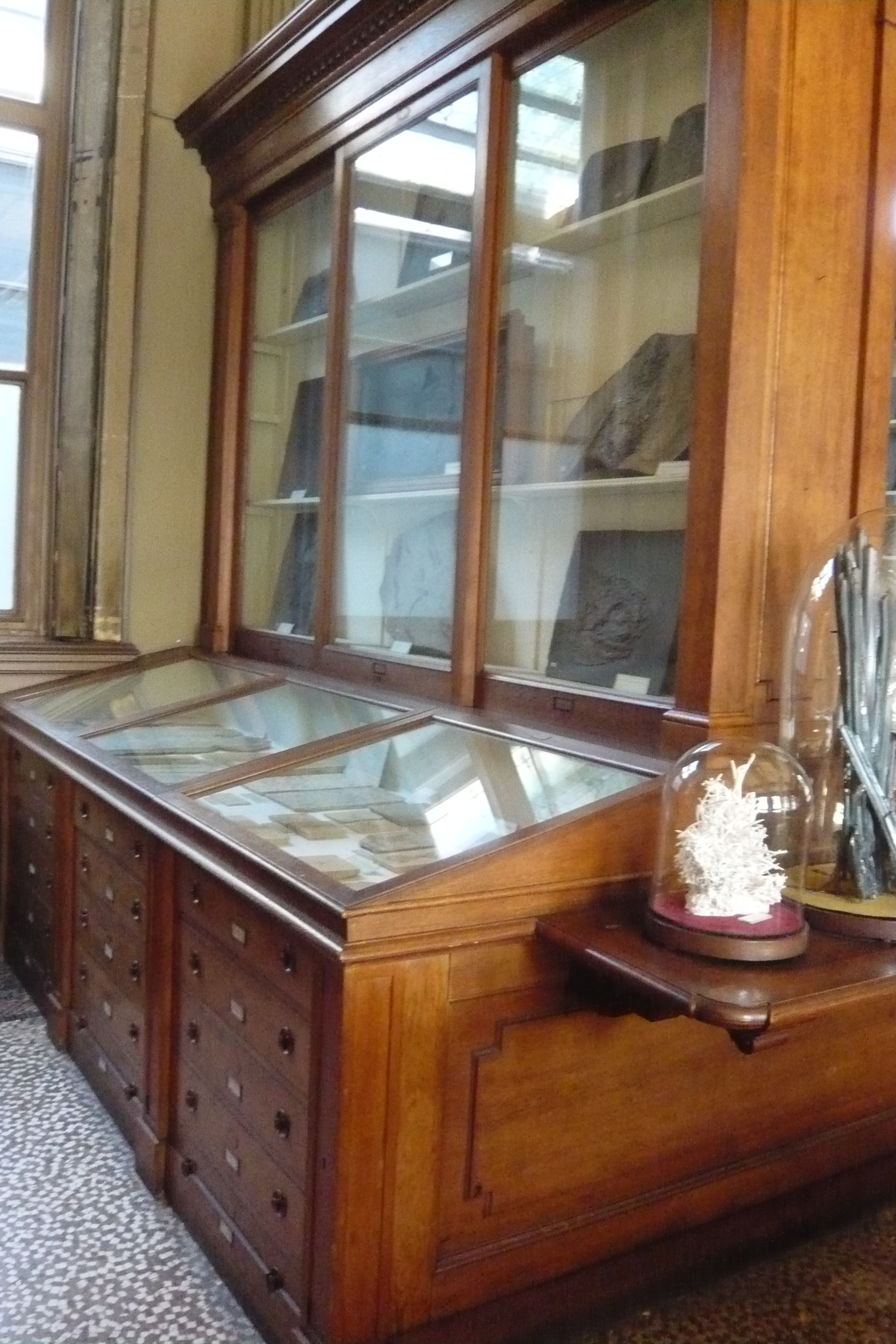
Vitrina 17 amb objecte de la serralada del Jura
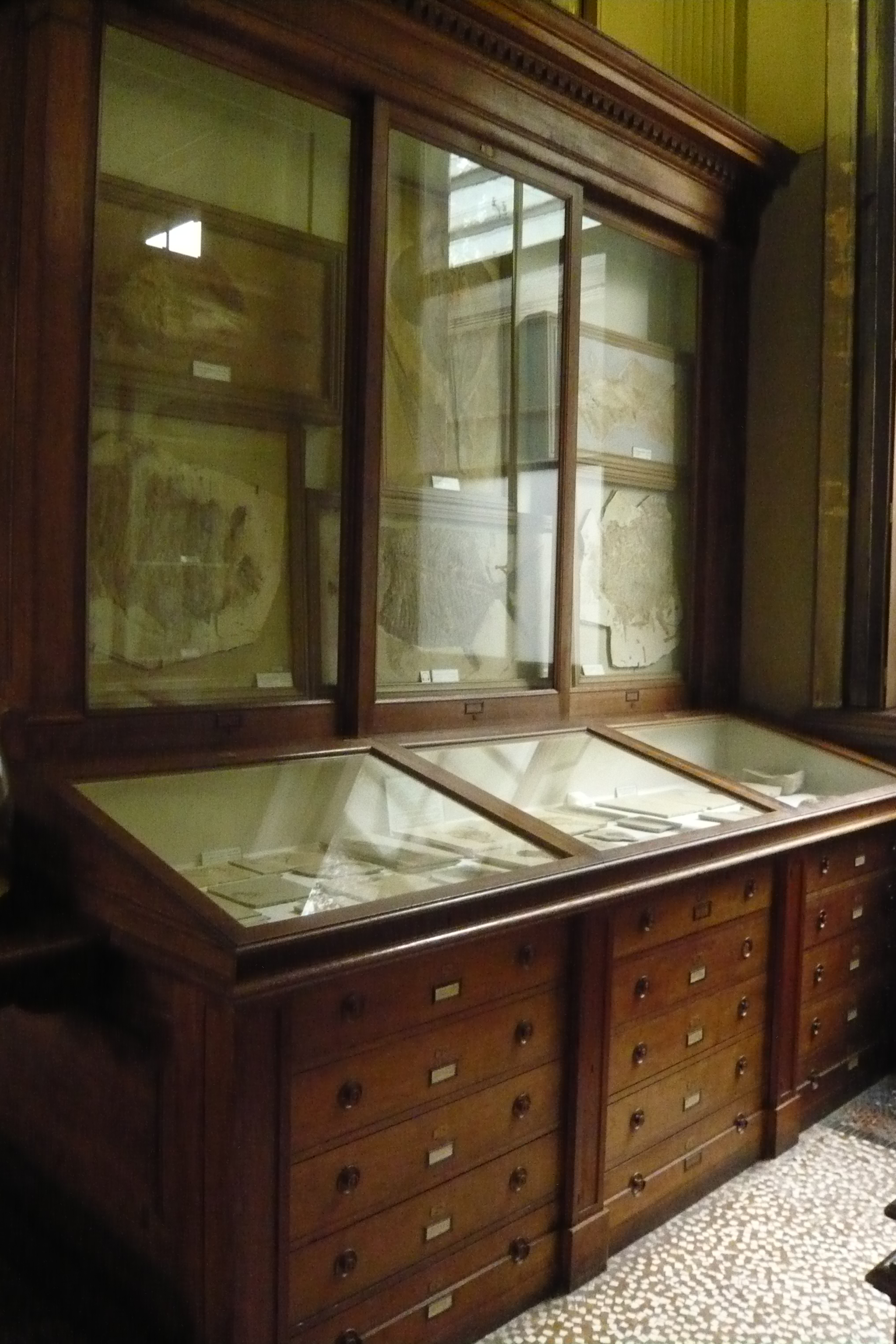
Vitrina 18
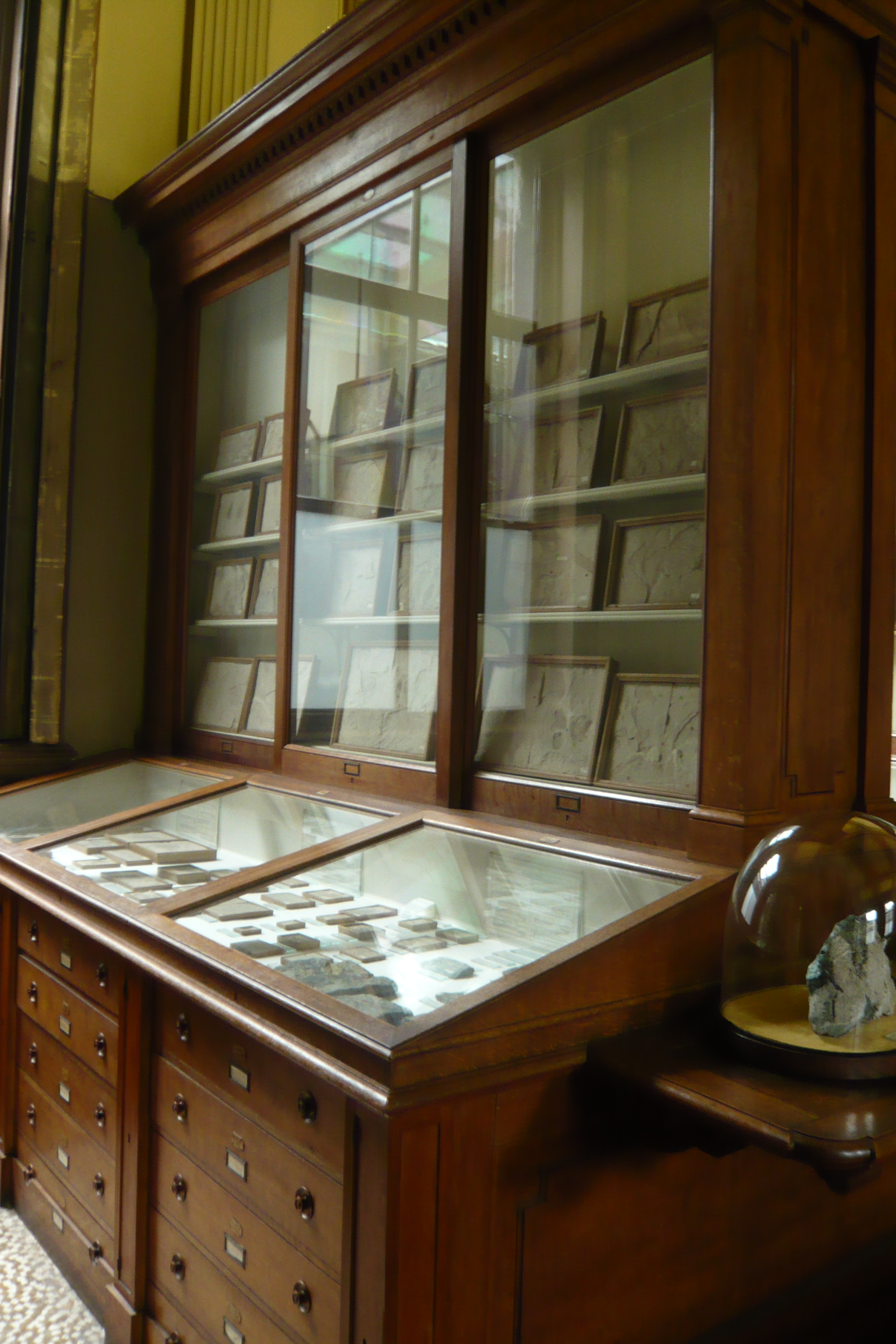
Vitrina 19
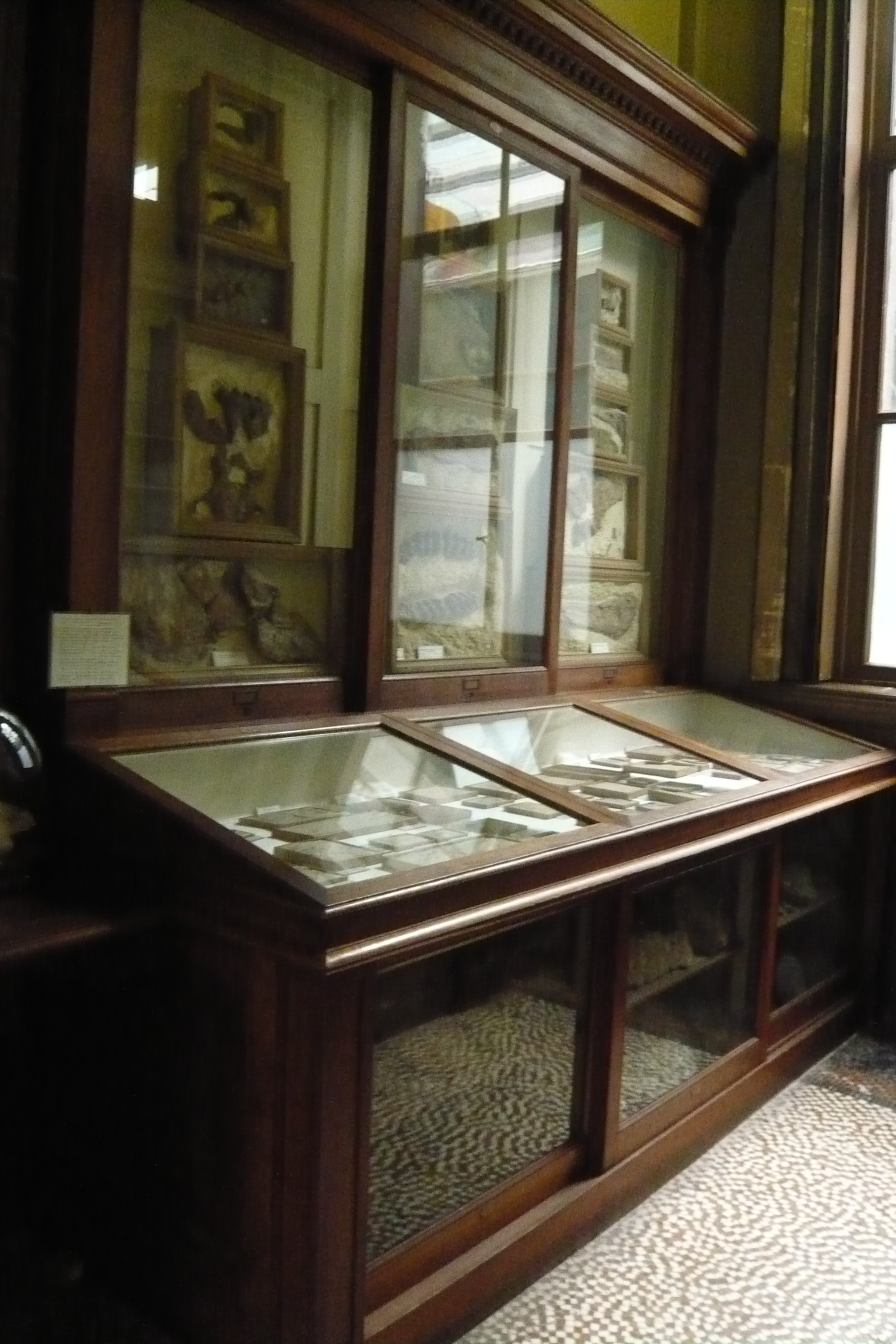
Vitrina 20 amb el gomfoteri
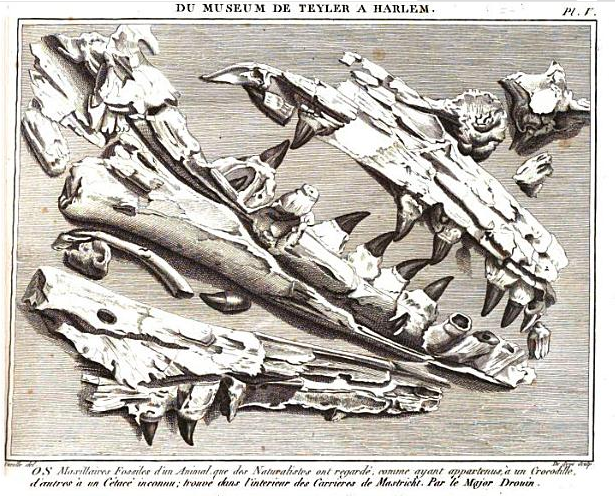
El mosasaure publicat el 1799 per Faujas de Saint-Fond
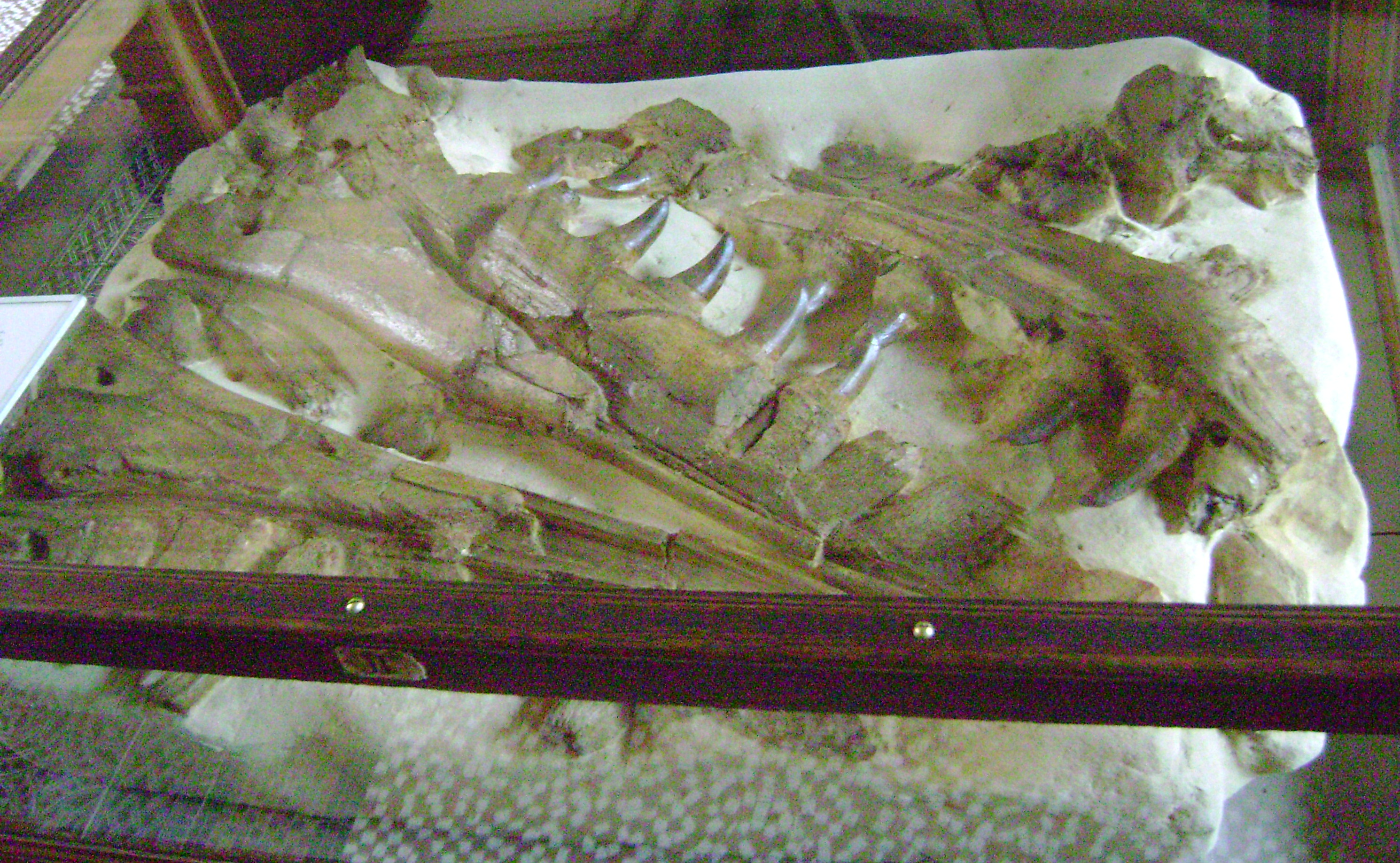
El mosasaure de Haarlem a la vitrina original
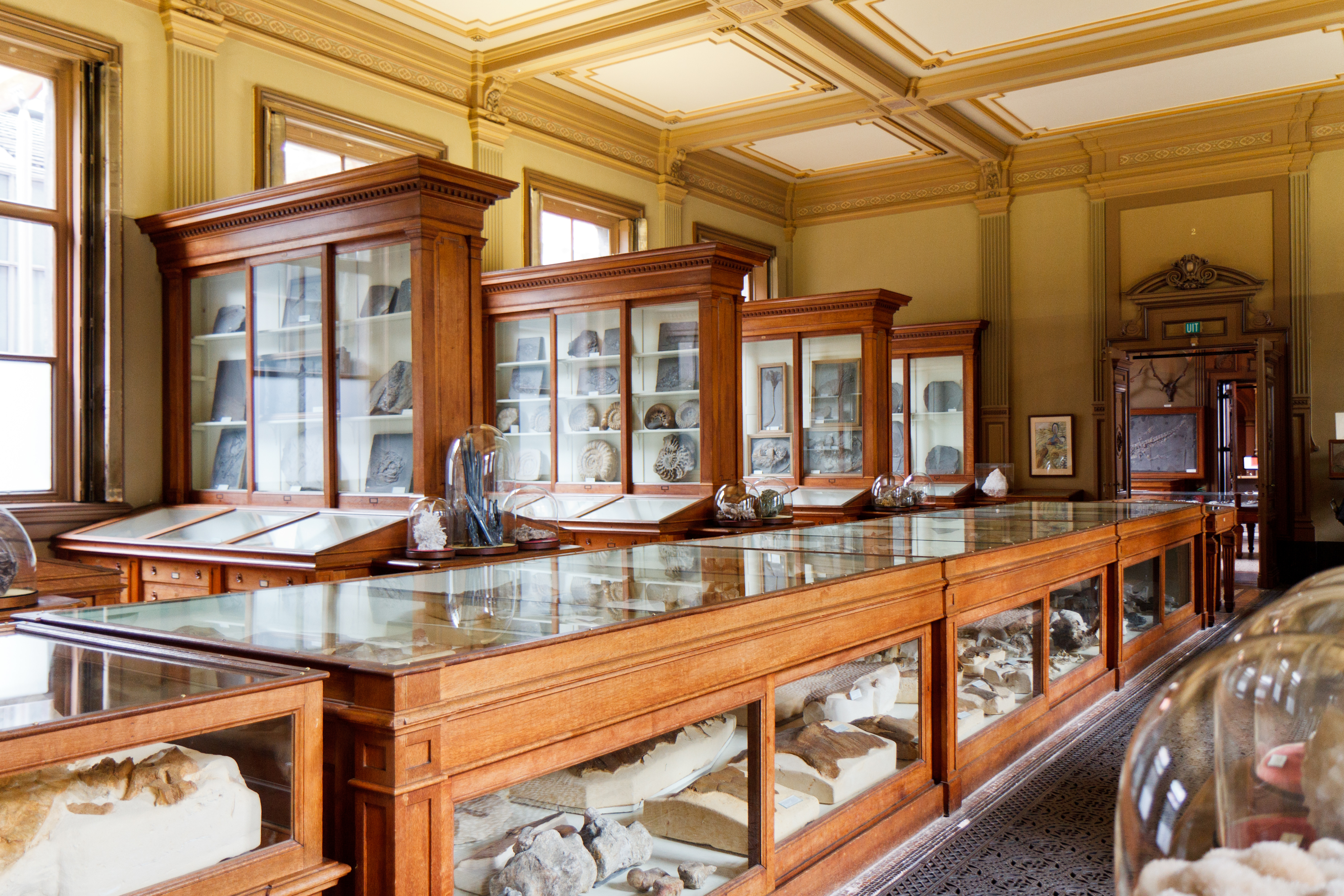
La vitrina baixa central amb les peces de la col·lecció de Petrus Camper, com per exemple Puppigerus